# Johan Lindell
Johan Lindell, né le 10 octobre 1950, est un acteur et musicien suédois. Il est le fils de l'artiste Lage Lindell (sv).

## Biographie
Johan Lindell étudie à l'école de théâtre national de Stockholm et travaille au Théâtre dramatique royal. Il sort des disques de style new wave dans les années 1980 qui ne connaissent pas un grand succès, mais qui sont souvent diffusés sur la station de radio suédoise Sveriges Radio P3 par le présentateur Kjell Alinge (sv).
Dans les années 2000, un extrait non identifié d'une de ses chansons est diffusé sur internet par un homme l'ayant enregistré à la radio dans les années 1980. Baptisé Stay (The Second Time Around), il est l'objet de longues recherches par les amateurs de lost media. Ce n'est qu'en 2013 qu'il est identifié comme un morceau de Johan Lindell, On the Roof, paru sur son album Ghost Rider en 1985.
En 2012, Johan Lindell interprète un rôle dans la pièce de théâtre radiophonique adaptée du roman Le Rouge et le Noir réalisée par Jonas Cornell (sv).

## Filmographie
- 1983 : Andra dansen
- 1986 : Prästkappan (série télévisée)
- 1988 : Begriper du inte att jag älskar dig ?
- 1988 : VD
- 1991 : Sanna kvinnor
- 1997 : Beck – Mannen med ikonerna
- 1997 : Larmar och gör sig till
- 1998 : Sista kontraktet
- 2000 : Herr von Hancken

## Discographie

### Albums
- 1981 : Från andra sidan
- 1983 : Fågelvägen
- 1984 : Passageraren
- 1985 : Goda Grannar
- 1985 : Ghost Rider
- 1989 : Ved
- 1991 : Hundar & Helgon
- 1992 : Små barn, stora ballonger
- 1996 : Lindell
- 2002 : Cyanide Cat

### Singles
- 1982 : Samma Ljud
- 1984 : Vägg i vägg /Två ton tegel
- 1985 : Ghost dancin’ (12")
- 1986 : Pålkran
- 1993 : Alla vill

## Source de traduction
- (sv) Cet article est partiellement ou en totalité issu de l’article de Wikipédia en suédois intitulé « Johan Lindell » (voir la liste des auteurs).